# Курко Віталій Сергійович
Віталій Сергійович Курко (23 березня 1941, с. Краківщина, Україна — 25 квітня 1999, м. Тернопіль, Україна) — український хірург. Доктор медичних наук (1992), професор (1993). Академік Української академії наук національного прогресу (1997).

## Життєпис
Віталій Сергійович Курко народився 23 березня 1941 року в селі Краківщині Брусилівського району Житомирської області. Батько працював вчителем, мати робітницею.
Закінчивши Хомутецьку семіричку і Соловіївську середню школу, вступив до машинобудівного технікуму міста Бердичева. Після закінчення технікуму в 1958 вступив на педіатричний факультет Київського медичного інституту (нині національний медичний університет), 1962 перевівся на лікувальний факультет Тернопільського медичного інституту (закінчив 1965, нині університет).
У 1965—1970 працював завідувачем хірургічного відділення дільничної лікарні в с. Троянові Житомирського району однойменної області, в районній лікарні в м. Зборова. Від 1970 — асистент кафедри загальної хірургії, від 1990 — доцент кафедри факультетської хірургії, від 1992 — професор цієї ж кафедри ТДМУ.
Помер 25 квітня 1999 року в місті Тернополі. Похований на міському цвинтарі.

## Наукова діяльність
Напрямки наукових досліджень: хірургічне захворювання щитоподібної залози, судин кінцівок, моторноевакуативна діяльність травного каналу. Розробив метод корекції порушень моторики травного каналу зі застосуванням звукових хвиль.
Автор та співавтор понад 170 наукових і навчально-методичних праць, у тому числі монографії «Антикоагулянти в лікуванні тромбозів» (1983), підручників «Невідкладна хірургія» та «Шпитальна хірургія».
Має 2 авторські свідоцтва на винаходи.